# Froissy
Froissy település Franciaországban, Oise megyében. Lakosainak száma 966 fő (2022. január 1.). Froissy Lachaussée-du-Bois-d’Écu, Maisoncelle-Tuilerie, Noirémont, Puits-la-Vallée és Sainte-Eusoye községekkel határos.

## Népesség
A település népességének változása:
| Lakosok száma | 870  | 883  | 903  | 887  | 897  | 984  | 978  | 972  | 966  |
|               | 2013 | 2015 | 2016 | 2017 | 2018 | 2019 | 2020 | 2021 | 2022 |